# Odessa (film)
Pour les articles homonymes, voir Odessa (homonymie).
Pour plus de détails, voir Fiche technique et Distribution.
Odessa (russe : Одесса) est une comédie romantique russe réalisée par Valeri Todorovski et sortie en 2019.

## Synopsis
Le film se déroule au début des années 1970 à Odessa, confinée en raison de l'épidémie de choléra de 1970 en Union soviétique.
Grigori Iossifovitch (Leonid Iarmolnik) et Raïssa Irovna Davydov (Irina Rozanova) sont à leur domicile, où leurs deux filles adultes Laura (Ksenia Rappoport) et Mira (Ievguenia Brik), toutes deux accompagnées de leurs maris, leur gendre Boris, un journaliste, et son fils Valerik, âgé de huit ans, arrivent par avion de Moscou pour rendre visite à leur beau-père et à leur belle-mère (l'épouse doit rejoindre la famille deux jours plus tard). Cependant, le jour de leur arrivée, la ville est déclarée en quarantaine et confinée.
Une conversation à table révèle que Mira et son mari vendent leur appartement pour aller en Israël. Cela provoque la discorde dans la famille (alors que Boris se prépare à un voyage en Allemagne de l'Ouest).
Une autre intrigue se développe autour d'une « romance » platonique entre Boris et Irka, 15 ans.

## Fiche technique
- Titre français : Odessa[1]
- Titre original russe : Одесса[2]
- Réalisation : Valeri Todorovski
- Scénario : Maksim Belozor
- Photographie : Roman Vassianov (ru)
- Montage : Aleksaï Bobrov
- Musique : Anna Droubitch
- Décors : Vladimir Goudiline, Aleksandr Ossipov
- Production : Valeri Todorovski, Leonid Iarmolnik
- Sociétés de production : Marmot-Film
- Pays de production :  Russie
- Langues originales : russe, yiddish
- Format : Couleurs
- Genre : comédie romantique
- Durée : 130 minutes
- Dates de sortie :
  - Russie : 5 septembre 2019
  - France : 15 novembre 2019 (Semaine du cinéma russe à Paris)

## Distribution
- Ievgueni Tsyganov : Boris
- Irina Rozanova : Raïssa Irovna
- Leonid Iarmolnik : Grigori Iossifovitch
- Ksenia Rappoport : Laura
- Ievguenia Brik : Mira
- Veronika Oustimova (ru) : Irka
- Sergueï Sosnovski (ru) : le grand-père d'Irka
- Stepan Sereda : Valerik